# Marciháza
Marciháza (Marțihaz), település Romániában, a Partiumban, Bihar megyében.

## Fekvése
A Korhány-patak mellett, Nagyszalonta közelében, Cséffától délnyugatra, Inánd és Nagyszalonta közt fekvő település.

## Története
Marciháza (Marcellháza) Árpád-kori település. Nevét 1291–1294 között v. f-rum Marcelli néven említette először oklevél. 
1341-ben Nicolaus f. Mathie de Marcilhaza, 1412-ben Marchelhaza, 1458-ban
Marcelhaza, 1808-ban Marcziháza, 1913-ban Marciháza  néven írták. 
Marcell fiainak faluja volt, 1291–1294 között a pápai tizedjegyzék szerint papja másodízben 20 dénár pápai tizedet fizetett. 1341-ben Marciházi nemes királyi ember birtoka. 
1851-ben Fényes Elek írta a településről:
Bihar vármegyében, a Korhány vizénél, 18 római katholikus, 300 óhitü lakossal, s anyatemplommal, 17 4/8 urbéri telekkel. Birja a Thurzó nemzetség, mellynek itt szép laka s tágas kertje van. Határa mintegy 3000 holdnyi, s mindent jól megterem:
Későbbi birtokosai Marczelházyaknak írták magukat s e falujukat az 1412 évi összeirásokban Marczelháza néven találjuk feljegyezve. 
A trianoni békeszerződés előtt Bihar vármegye Cséffai járásához tartozott.
1920-ban határfalu volt.

## Népessége
1910-ben 655 lakosából 135 magyar, 6 szlovák, 514 román anyanyelvű volt. Ebből 44 római katolikus, 81 református, 515 görögkeleti ortodox volt.

## Híres személyek
- Itt született 1909-ben Pákay Zsolt tanár, történész.

## Nevezetességek
- Görög keleti ortodox  temploma régi építmény. Harangját Súghó György öntette 1782-ben.